# Jean Asselborn
Jean Asselborn (* 27. dubna 1949, Steinfort) je lucemburský politik, člen politické strany LSAP. V letech 2004 až 2023 byl ministrem zahraničních věcí Lucemburska.

## Biografie
Roku 1976 odmaturoval na gymnáziu Athénée de Luxembourg, o pět let později vystudoval právo na francouzské univerzitě Nancy II.
Roku 1972 vstoupil do strany LSAP. V letech 1982–2004 byl starostou svého rodného města Steinfort, posléze zastával v letech 1997–2004 post předsedy strany LSAP.

## Vyznamenání
- komtur Řádu za zásluhy Lucemburského velkovévodství – Lucembursko, 1999[3]
- komtur Řádu dubové koruny – Lucembursko, 2004
- velkokříž Řádu prince Jindřicha – Portugalsko, 6. května 2005[4]
- rytíř velkokříže Řádu Isabely Katolické – Španělsko, 16. dubna 2007 – udělil král Juan Carlos I.[5]
- velkokříž Řádu za zásluhy – Portugalsko, 7. září 2010[4]
- velkokříž Záslužného řádu Spolkové republiky Německo – Německo, 14. prosince 2010[6]
- komandér Řádu čestné legie – Francie, 2013[7]